# Adășeni (gmina)
Adășeni – gmina w Rumunii, w okręgu Botoszany. Obejmuje miejscowości Adășeni i Zoițani. W 2011 roku liczyła 1388 mieszkańców.